# Chaudhuriidae
Chaudhuriidae – rodzina słodkowodnych ryb z rzędu szczelinokształtnych (Synbranchiformes).

## Występowanie
Zasiedlają wody Azji Południowej i Azji Południowo-Wschodniej od Indii poprzez Birmę, Malezję po Indonezję i wyspę Borneo. 

## Klasyfikacja
Rodzaje zaliczane do tej rodziny:
- Bihunichthys
- Chaudhuria
- Chendol
- Garo
- Nagaichthys
- Pillaia